# クリクル
クリクル（크리크루・CRECREW）は大韓民国のコンテンツ投稿サイト。

## 概要
韓国におけるVOCALOIDコミュニティとしてSBS Artech（韓国・SBSの子会社、2014年にSBS A&Tと改称）によって運営されていた。2011年10月（日本では12月）に発売されたSeeUをサポートし、消費者生成メディア（CGM）を推進することを目指して同年秋にベータ版として公開され、2012年4月20日に正式オープンした。
SBS ArtechはSeeUの発売元だが、初音ミクなどVOCALOID全般の創作物を扱っており「VOCALOID関連コンテンツに特化したコミュニティサイト」と称していた。作品の投稿にはアカウント取得が必要だったが閲覧には制限がなく、楽曲や動画、イラスト、テキスト（歌詞・小説）などに加えて、「歌ってみた」「演奏してみた」動画などVOCALOID関連のコンテンツが投稿されていた。
SeeUの利用を推進するため「VOCALOID SeeU UGCコンテスト」を開催しており、第1回の入賞曲は『SV01 SeeU's 1st Compilation Album』として2012年10月に音楽CDとして発売されている
。
サーバと回線費用の問題を解決できなかったため、2013年8月に同年9月末での閉鎖が告知され、10月1日9時をもって正式に閉鎖された。